# پیرو کارینی

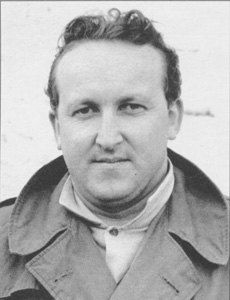
پیرو کارینی در ۱۹۵۷

پیرو کارینی (ایتالیایی: Piero Carini؛ زادهٔ ۶ مارس ۱۹۲۱ در جنوآ، درگذشتهٔ ۳۰ مهٔ ۱۹۵۷ در سن-اتین، لوآر) رانندهٔ مسابقات اتومبیل‌رانی فرمول یک اهل ایتالیا بود که از فصل ۱۹۵۲ تا ۱۹۵۳ در مجموع در سه گراند پری شرکت کرد، اما موفق به کسب هیچ امتیازی نشد.
کارینی در ۳۰ مهٔ ۱۹۵۷ بر اثر تصادف رانندگی به‌هنگام مسابقه و برخورد با یک شرکت‌کنندهٔ دیگر در سن-اتین، لوآر درگذشت.